# Badminton na Letnich Igrzyskach Olimpijskich Młodzieży 2010
Badminton na Letnich Igrzyskach Olimpijskich Młodzieży 2010 odbył się w dniach 15 - 19 sierpnia w Singapore Indoor Stadium w Singapurze. Zawodnicy rywalizowali w dwóch konkurencjach. W zawodach ogółem wystartowało 64 zawodników.

## Program zawodów
| Data        | Gra pojedyncza chłopców | Gra pojedyncza dziewcząt |
| ----------- | ----------------------- | ------------------------ |
| 15 sierpnia | Faza grupowa            | Faza grupowa             |
| 16 sierpnia | Faza grupowa            | Faza grupowa             |
| 17 sierpnia | Ćwierćfinał             | Ćwierćfinał              |
| 18 sierpnia | Półfinał                | Półfinał                 |
| 19 sierpnia | Mecz o 3. miejsce Finał | Mecz o 3.miejsce Finał   |

## Medale
| Konkurencja                        | Złoto                   | Srebro        | Brąz         |
| Gra pojedyncza chłopców szczegóły  | Pisit Poodchalat        | Prannoy Kumar | Kang Ji-wook |
| Gra pojedyncza dziewcząt szczegóły | Sapsiree Taerattanachai | Deng Xuan     | Vũ Thị Trang |

## Tabela medalowa
| Miejsce | Kraj             | Złoto | Srebro | Brąz | Razem |
| 1       | Tajlandia        | 2     | 0      | 0    | 2     |
| 2       | Indie            | 0     | 1      | 0    | 1     |
| 2       | Chiny            | 0     | 1      | 0    | 1     |
| 4       | Korea Południowa | 0     | 0      | 1    | 1     |
| 4       | Wietnam          | 0     | 0      | 1    | 1     |